# Alfonso Navarro Urbina
Alfonso Navarro Urbina (San Fernando, provincia de Colchagua, Chile; 12 de marzo de 1961), conocido como Chiqui Navarro, es un jinete chileno de rodeo, múltiple campeón del movimiento de la rienda y uno de los mejores jinetes de este tradicional deporte de los últimos tiempos. Nació en San Fernando, Chile, en 1961 y comenzó a correr a los 14 años en La Unión junto a Alejandro Uribe, llegando a tener muchos éxitos. Fue jinete y arreglador del Criadero Santa Elba de Curicó por muchos años, donde corría junto a su padre Fernando Navarro.
A pesar de ser unos de los jinetes más populares para el público del rodeo chileno, no ha logrado ser campeón nacional de rodeo, pero en muchos campeonatos ha estado en la pelea, logrando dos vicecampeonatos, uno con su padre en 1990 y otro junto a Juan Pablo Cardemil en 1996 y un tercer campeonato nuevamente junto a su padre. Además ha corrido el último animal en reiteradas ocasiones, según él mismo siempre pensó que primero iba a alcanzar el campeonato en rodeo y después en rienda, pero no lo pudo lograr. Donde sí ha logrado tener el título de campeón nacional es en el movimiento de la rienda, en donde ha alcanzado un total de cinco títulos, siendo el tercer jinete con más títulos en esta disciplina siendo superado solo por José Manuel Aguirre quien alcanzó siete títulos y Luis Eduardo Cortés con trece. Los siguientes son los campeonatos nacionales de movimiento de la rienda de Alfonso Navarro, con los respectivos caballos y su puntaje:
- Campeonato Nacional de Rodeo de 1998: en Villano, con 49 puntos.[2]
- Campeonato Nacional de Rodeo de 1999: en Villano, con 61 puntos.[2]
- Campeonato Nacional de Rodeo de 2003: en Alaraco, con 60 puntos.[3]
- Campeonato Nacional de Rodeo de 2005: en Entallado, con 73 puntos.[4]
- Campeonato Nacional de Rodeo de 2006: en Entallado, con 65 puntos.[5]

Actualmente, con más de 40 años, sigue siendo uno de los jinetes más populares del rodeo. Se desempeñó por 15 años como arreglador y jinete del criadero Santa Elba, que era propiedad de Ramón Cardemil, considerado el mejor jinete del siglo XX, hasta su traspaso al Criadero Las Palmas de Peñaflor al finalizar el campeonato de 2003. Está casado con María Raquel Asenjo, tiene tres hijos: Alfonso, Hugo y María Ignacia. Alfonso Navarro además ha representado a Chile en diferentes encuentros de caballos criollos sudamericanos y ha ganado el título en la rienda del Freno de Oro, una prueba popular disputada por jinetes de Argentina, Brasil, Chile, Paraguay y Uruguay.
Desde agosto de 2021 es considerado un Arreglador Maestro de la Escuela Ecuestre Huasa, conforme al reglamento publicado por la Federación Deportiva Nacional del Rodeo Chileno.